# Майськ (Каргасоцький район)
Майськ (рос. Майск) — село у складі Каргасоцького району Томської області, Росія. Входить до складу міжселенної території.

## Населення
Населення — 7 осіб (2010; 9 у 2002).
Національний склад (станом на 2002 рік):
- росіяни — 89 %